# Иллирийские языки
Иллири́йские языки — группа вымерших индоевропейских языков, носителями которых были иллирийцы. Условно включаются в территориальную группу так называемых палео-балканских языков. Были распространены до V—VII вв. н. э. на западе Балкан. Вопрос о принадлежности современного албанского языка к иллирийским остаётся открытым.

## Лингвогеография
Эти языки были распространены от среднего течения Дуная на севере и от Адриатики на западе до долины реки Морава, верховьев Вардара и Эпира на востоке и юге (территория современных южной Австрии, западной Венгрии, Словении, Хорватии, Боснии и Герцеговины, Черногории, Сербии, Косово и Албании). В начале н. э. иллирийские языки подверглись значительной романизации.

## Состав
Внутри иллирийских языков выделяются три диалектные зоны: либурнская, среднедалматинская (далмато-паннонская) и южноиллирийская.
Обособленное положение в группе занимал мессапский язык, который был распространён в Апулии на востоке древней Италии.
Иногда их считают диалектами одного языка, однако, хотя язык мессапских надписей в самом деле обнаруживает схождения с иллирийским в ономастическом корнеслове, словообразовании, отчасти и в фонологии, но некоторые особенности (в частности, развитие *s-, *-s- > h-, -h-, сближающее мессапский с греческим и албанским, но отделяющее его от балканского иллирийского), заставляют трактовать мессапский как особый язык.
Распространена гипотеза о том, что албанский является продолжением одного из иллирийских языков. Критики указывают, что эта гипотеза не подтверждается рефлексами топонимов. Особенности передачи иллирийских топонимов с анлаутным sk- в албанском (например, алб. Shkodër < иллир. Scodra, алб. тоск. Shkumbi < иллир. Scampis при обычном развитии в этом языке *sk->h- (алб. hē, hië «тень» ~ греч. σκιά, др.-инд. chāyá то же, алб. hell «копье» ~ греч. κωλος «кол») скорее говорят в пользу трактовки иллирийского как субстратного языка по отношению к албанскому в западнобалканском приморье.
Наиболее тесными являются связи иллирийских языков с северными индоевропейскими языками, балтийскими, славянскими, германскими и кельтскими.

## История
Иллирийский язык вымер на большей части своего ареала между II и VI веками нашей эры, за исключением ветви, которая выжила и развилась в албанский язык.
Было также высказано предположение, что иллирийский язык сохранился и на нём говорили в сельской местности, о чём свидетельствует Св. Иероним Стридонский. Он засвидетельствован в трёх кратких глоссах и большом количестве собственных имён (топонимов, этнонимов и этниконов, личных имен людей и богов, всего более 1500). Сведения о нём встречаются у античных авторов с VII в. до н. э. по IV в. н. э.

## Лингвистическая характеристика
Вокализм условно восстанавливается в составе [a], [u], [e], [i], [ā], [ō], [ū], [ē], [ī] и 4-х дифтонгов [au], [eu], [ai], [ei]. Консонантизм представлен фонемами [p, t, k, b, d, g, s, j, v, m, n, l, r], возможно также [š, z, c, dz, n’, l’], на севере ещё [f].
Для консонантизма характерно сведение трёх серий индоевропейских смычных к двум с совпадением звонких и звонких придыхательных; наличие как кентумных, так и сатемных рефлексов индоевропейских велярных.
Практически ничего неизвестно об иллирийской морфологии, за исключением особенностей словообразования, которое характеризуется наличием нескольких префиксов и богатой системы суффиксов. В словоизменении яркой особенностью среднедалматинского ареала является распространение показателя женского рода -ōn.
Из лексики известны в основном имёна собственные, значение которых лишь иногда восстанавливается на основе сравнения с другими индоевропейскими языками.

### Кентум или сатем?
В отсутствие достаточных лексических данных и текстов, написанных на иллирийском языке, теории, поддерживающие кентумный характер иллирийского языка, основывались главным образом на кентумном характере венетского языка, который, как считалось, был связан с иллирийским, в частности, в отношении иллирийских топонимов и имен, таких как Vescleves, Acrabanus, Gentius, Clausal и т. д. Связь между венетским и иллирийским языками была позже дискредитирована, и они больше не считаются тесно связанными. Ученые, поддерживающие сатемный характер иллирийского языка, выделяют определенные топонимы и личные имена, такие как Asamum, Birzinimum, Zanatis и т. д., в которых они видят рефлексы типа сатем индоевропейских корней. Они также указывают на другие топонимы, включая Osseriates, происходящие от пра-и.е. *h₁éǵʰeros «озеро» или Birziminium от пра-и.е. *bʰergʰ- «защищать» или Asamum от пра-и.е. *h₂eḱ-mo-s «острый».
Даже если вышеупомянутые венетские топонимы и личные имена принимаются как иллирийские по происхождению, не ясно, произошли ли они от языка кентум. Vescleves, Acrabanus, Gentius и Clausal объясняются сторонниками гипотезы о том, что иллирийский язык имел характер кентум, путем сравнения с такими индоевропейскими языками, как санскрит или древнегреческий, или реконструированными индоевропейскими языками. Например, Vescleves был объяснен как пра-и.е. *h₁wesu-ḱléw- («доброй славы»). Также имя Acrabanus как составное имя сравнивалось с др.-греч. ἄκρος без признаков палатализации, или Clausal был связан с *ḱlewH- («мыть, полоскать»). Во всех этих случаях сторонники кентумного характера иллирийского языка считают, что *ḱ > *k или *ǵ > *g, за которыми следуют l или r, являются доказательством кентумного характера иллирийского языка. Однако было показано, что даже в албанском и балто-славянских языках, которые являются сатем-подобными языками (неясно, поскольку албанский не рассматривается ни как centum, ни как satem), палатовелярные согласные, как правило, депалатализированы (*ḱ > *k или *ǵ > *g, за которыми следуют l или r в албанском) в этой фонетической позиции. Имя Gentius или Genthius также не помогает, поскольку для него существуют две иллирийские формы, Genthius и Zanatis. Если Gentius или Genthius происходит от *ǵenh₁- («рождаться»), это доказательство языка кентум, но если имя Zanatis образовано аналогичным образом (или от *ǵneh₃- «знать»), то иллирийский является языком сатем. Другая проблема, связанная с именем Gentius, заключается в том, что невозможно установить, была ли начальная g в источниках палатовелярной или лабиовелярной. Кречмер определил как иллирийский, так и мессапский языки как языки сатем из-за изменения с o на a. С другой стороны, он классифицировал венетский язык как кентум из-за сохранения индоевропейского о.
Принимая во внимание отсутствие достаточных данных и иногда двойственную природу их толкования, кентум/сатемный характер иллирийского языка всё ещё неопределён и требует дополнительных доказательств.